# Nagycserjés (Huszti járás)
Nagycserjés (ukránul: Заверхня Кичера [Zaverhnya Kicsera]) falu  Ukrajnában, Kárpátalján, a Huszti járásban. 

## Földrajz
Ökörmezőtől délkeletre, Alsószinevér határában fekszik.

## Története
A 20. században települt tanya. Első írásos említése 1968-ből származik Заверхня Кичера [Zaverhnya Kicsera] néven. Neve a Kicsera hegyen túli kifejezésből ered, mely az anyaközséghez viszonyított elhelyezkedésére utal.
Korábban Alsószinevér külterületi lakott helye volt, közigazgatásilag is Alsószinevér községhez tartozik.

## Népesség
| 2001 | 164 |

A népesség anyanyelv szerinti megoszlása a teljes népesség %-ában (2001)